# Беспалов Євген Михайлович
Беспалов Євген Михайлович (нар. 3 лютого 1992) — український військовослужбовець, підполковник Збройних сил України, командир 38-ї окремої бригади морської піхоти (з 2025).

## Життєпис
Народився 3 лютого 1992 року в с.Степне Херсонської області. Закінчив Інститут військово-морських сил Одеською морської академії за спеціальністю «Комплекси та системи озброєння Військово-Морських Сил». 
У Збройних Силах України з 2009 року. Брав участь в боях за Широкине, Гнутове та Водяне Донецької області.
З початком широкомасштабного вторгнення Росії обороняв Маріуполь, зокрема Металургійний комбінат ім. Ілліча та «Азовсталь». З честю та гідністю витримав випробування російським полоном. 
21 вересня 2022 року в рамках обміну полоненими повернувся до України.
У складі 38 ОБрМП звільняв Урожайне. Влітку 2023 року батальйон морської піхоти під  командуванням Євгена Беспалова штурмував ворожі позиції на Донеччині, у жовтні підрозділ форсував Дніпро та проводив штурмові дії поблизу села Кринки. Впродовж 30 годин бою, командир координував дії батальйону з підрозділами артилерії. З грудня 2023-го до березня 2024 року Євген Беспалов організував стійкі оборонні рубежі в районі Кринок.
Продовжує захищати Україну на Покровському напрямку.  
Командир 38 ОБрМП з 11.02.2025 року.
Відданий і відповідальний командир із непохитною волею. Високий рівень бойової підготовки та рішучість забезпечили Євгену Беспалову повагу і довіру як з боку вищого командування, так і серед особового складу. Виявив особисту мужність та героїзм у складних бойових умовах, що безпосередньо вплинуло на успішне виконання бойових завдань.
Має псевдо «Добрий».

## Нагороди
Нагороджений:
- Хрестом бойових заслуг,[1]
- Орденом Богдана Хмельницького II[2] та III ступенів,[3]
- Орденом «За мужність» II[відсутнє в джерелі] та III ступенів.[4]